# Fundació d'Atenció i Suport a la Dependència i de Promoció de l'Autonomia Personal de les Illes Balears
La Fundació d'Atenció i Suport a la Dependència i de Promoció de l'Autonomia Personal és una organització sense ànim de lucre, de naturalesa fundacional, que col·labora i presta serveis amb les administracions públiques en el desenvolupament de plans, programes o projectes que tenen per objectiu l'atenció integral de les persones amb dependència. La Fundació impulsa programes d'investigació i innovació científica en el camp de les persones dependents, participa i desenvolupa els programes sociosanitaris de caràcter preventiu, de promoció, assistència i rehabilitadors.
A més, promociona el desenvolupament dels recursos sociosanitaris mitjançant accions i programes propis o amb entitats concertades i aconsegueix recursos per destinar-los a programes d'atenció, suport, investigació i innovació en matèria de dependència.
Du a terme actuacions derivades de l'execució de la normativa vigent en matèria de promoció de l'autonomia personal i atenció a les persones en situació de dependència que li encarregui qualsevol institució pública de les Illes Balears.
Les actuacions principals de la Fundació són les següents:
- Gestionar de forma directa la Residència i Centre de dia Oms-San Miquel, Residència i Centre de Dia Son Güells.
- Gestionar directament de forma eficaç i àgil el Serveis de Promoció de l'Autonomia Personal de Petra (Mallorca) i Puigpunyent i Centre de dia de Llucmajor.
- Gestionar i administrar la Unitat de Trastorns Conductuals del centre SAR Can Carbonell de Marratxi.
- Construir, reformar, rehabilitar, ampliar o equipar espais per destinar-los a centre d'atenció sociosanitària i assistencial a persones amb qualsevol grau de dependència amb la col·laboració del Consorci de recursos sociosanitaris de Mallorca.
- Dur a terme activitats de promoció, prestació i gestió directa o indirecta de recursos i serveis sociosanitaris d'atenció a persones amb dependència en general.
- Promoure la formació especialitzada directament o amb col·laboració amb altres institucions en la formació de nous professionals vinculats al món de la dependència.
- Gestionar el procés de la dependència desenvolupat pel Sistema Estatal d'atenció i Suport a la Dependència (SAAD).
- Participar en la investigació en el camp de la dependència.
- Impulsar el coneixement de les tècniques i les experiències que afavoreixen la salut i la qualitat de vida de les persones dependents.
- Orientar i donar suport personalitzat en els aspectes socials i familiars per afrontar la dependència en el mateix entorn.
- Promoure la pràctica de l'esport adaptat i també qualsevol activitat d'oci i temps lliure.
- Contribuir a la sensibilització de la societat respecte al col·lectiu de persones dependents per tal d'impulsar-ne la plena integració social, perquè puguin gaudir de tots els drets que com a ciutadans els corresponen.
- Atendre i mantenir del circuit d'opinió dels usuaris i familiars.